# Pirocinese

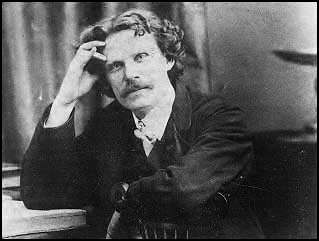
O médium Daniel Dunglas Home foi um suposto praticante de pirocinese.

Pirocinese (Pyrokinesis) é a suposta capacidade psíquica que permite uma pessoa criar e controlar o fogo com a mente. Não há provas de que pirocinese é um fenômeno real. Os casos registrados de suposta pirocinese são hoaxes, resultados de truques.

## Etimologia
A palavra 'pirocinese' foi descrita pelo escritor de horror Stephen King em seu romance de 1980 Firestarter , sendo a capacidade de criar e controlar o fogo com a mente. Pretende-se que a palavra seja paralela à telecinese, S.T. Joshi descreveu-a como uma "cunhagem infeliz" e notou que a analogia correta à telecinesia "não seria" pirocinese ", mas" telepirose "(fogo à distância)". O Rei é a primeira pessoa a dar a ideia de um nome como o termo pirocinese, nem qualquer outro termo descreve a ideia de ter sido encontrado em obras anteriores. Parapsicólogos descrevem pirocinese como a capacidade de excitar os átomos dentro de um objeto até que eles geram energia suficiente para explodir em chamas.  A ficção científica define pirocinese como a habilidade de acelerar o movimento das moléculas, a fim de aumentar a temperatura.

## História
A. W. Underwood, um afro-americano do século XIX, alcançou um status de celebridade com uma suposta capacidade de incendiar itens. Ilusionistas e cientistas sugeriram que partes ocultas de fósforos podem ter sido responsáveis. O fósforo pode ser facilmente inflamado pela respiração ou fricção. O investigador cético Joe Nickell escreveu que Underwood pode ter usado uma "técnica de combustão química, e ainda outros meios. Qualquer que seja o método exato, o truque do fósforo pode ser o mais provável - as possibilidades de fraude superam quaisquer poderes ocultos sugeridos por Charles Fort ou outros ".
O médium Daniel Dunglas Home era conhecido por realizar proezas de fogo e manusear um pedaço quente de carvão retirado de um incêndio. O mágico Henrique R. Evans escreveu que o manuseio de carvão era um truque de malabarismo, realizado por Home usando uma peça oculta de platina. Hereward Carrington descreveu a hipótese de Evans como "certamente engenhosa", mas apontou que William Crookes, um químico experiente, estava presente em uma sessão, enquanto Home realizava a façanha e saberia distinguir a diferença entre carvão e platina. Frank Podmore escreveu que a maioria das proezas de fogo poderia ser facilmente realizada com ilusionismo e truques, mas a alucinação e o engano dos sentidos podem ter explicado a alegação de Crookes pela observação de chamas nos dedos de Home.
Joseph McCabe escreveu que os supostos feitos de Home foram fracos e insatisfatório, ele notou que eles foram realizados em condições escuras entre testemunhas não confiáveis. McCabe sugeriu que o manuseio de carvão foi, provavelmente, um "pedaço de amianto no bolso de Home".
Em Março de 2011, uma menina de três anos em Antique Provínce, nas Filipinas ganhou a atenção da mídia pelo suposto poder sobrenatural de prever ou criar incêndios. O prefeito da cidade disse que testemunhou um travesseiro inflamar-se depois que a menina disse: "fogo... travesseiro." Outros afirmaram ter testemunhado a menina prever ou causar fogo, sem qualquer contato físico com os objetos.
Às vezes, declarações de pirocinese são publicadas no contexto de fantasmas de fogo, como os incêndios de Canneto di Caronia e o caso anterior de uma jovem babá italiana, Carole Compton.
Não existe um método cientificamente comprovado para que o cérebro possa desencadear explosões ou incêndios.